# 990 Yerkes
990 Yerkes là một tiểu hành tinh bay quanh Mặt Trời.